# Theater van Herodes (Caesarea)
Het Theater van Herodes is een Romeins theater in de antieke stad Caesarea Maritima in Israël.

## Geschiedenis
Het theater werd tussen 22 en 10 v.Chr. gebouwd door Herodes de Grote bij de aanleg van zijn nieuwe stad Caesarea. Het bleef gedurende de oudheid continu in gebruik en werd in de 3e eeuw n.Chr. uitgebreid met een halfronde porticus, die aan het podiumgebouw werd gebouwd. In 6e eeuw n.Chr., de Byzantijnse tijd, werd het theater verbouwd tot een fort en diende het tijdelijk als residentie van de Byzantijnse gouverneur, nadat diens paleis in de stad in 555 bij een opstand was verwoest.
Na de Byzantijnse tijd raakte het theater buiten gebruik. Het gebouw verviel tot een ruïne, verdween onder het zand en raakte vergeten. Pas in de jaren 1950 en 1960 werd het bij archeologische opgravingen weer teruggevonden. Op het podiumgebouw na werd het theater geheel gerestaureerd en tegenwoordig wordt het weer gebruikt voor concerten en voorstellingen.

## Het theater
Het gebouw heeft de standaard halve ronde vorm van een Romeins theater. Oorspronkelijk stond er voor de cavea (tribune) een groot podiumgebouw, waar de acteurs optraden. Boven de tribunes kon een velarium worden gehesen, een groot zeil dat de toeschouwers beschermde tegen de hete zon. Het podium werd versierd met granieten zuilen, afkomstig uit het Egyptische Aswan.
In 1961 werd tijdens opgravingen een stenen blok ontdekt met een inscriptie die Pontius Pilatus vermeldt. Deze inscriptie stond oorspronkelijk op een tempel ter ere van keizer Tiberius in Caesarea, waar Pilatus als Romeins gouverneur zetelde. Deze tempel werd afgebroken en het blok met de inscriptie kwam tijdens een restauratie van het theater in een van de trappen terecht. De tekst van de inscriptie luidt: Pontius Pilatus, prefect van Judea bouwde en wijdde dit Tiberieum en wijdde het aan de goddelijke Tiberius. De originele inscriptie wordt tegenwoordig tentoongesteld in het Israëlisch Museum, in het theater is een replica geplaatst.

## Referentie
- Sacred Destination - Roman Theater and Pilate Inscription, Caesarea